# Diakonissenhaus
Ein Diakonissenhaus, auch Diakonissenmutterhaus oder Diakonissenanstalt, ist eine Einrichtung der evangelischen Diakonie bzw. der Inneren Mission, in dem Diakonissen leben, von dem sie ausgesandt (mit Tätigkeiten extern beauftragt) und in dem sie zur Diakonisse und den damit verbundenen Tätigkeiten ausgebildet werden. Die Vereine (als Institution) sind oft bedeutende Arbeitgeber durch die von ihnen betriebenen Krankenhäuser, Kinder- oder Altenheime.

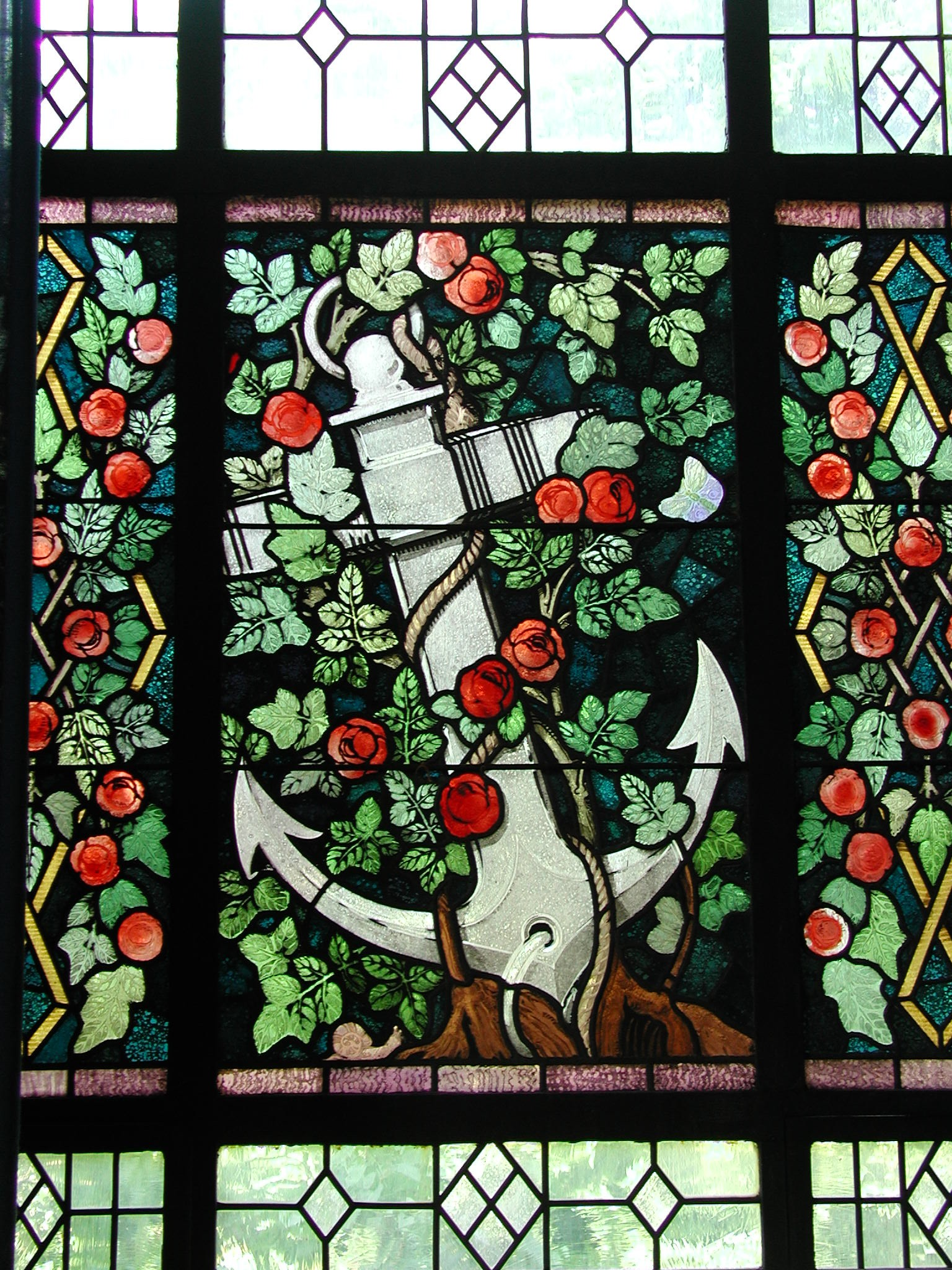
Symbolfenster im Mutterhaus der Kaiserswerther Schwestern in Remscheid-Lüttringhausen

Mit dieser seit dem 19. Jahrhundert bestehenden Einrichtung wurde jungen Mädchen erstmals seit dem Mittelalter die Möglichkeit gegeben, als Diakonisse einen anerkannten Beruf zu erlernen. Am Anfang stand in der Regel dabei der Einsegnungsgottesdienst, bei dem die feierliche Aufnahme geschah. Innerhalb fest geordneter beruflicher und geistlicher Regeln führten sie ein Leben im Dienst der Kranken.

## Geschichte

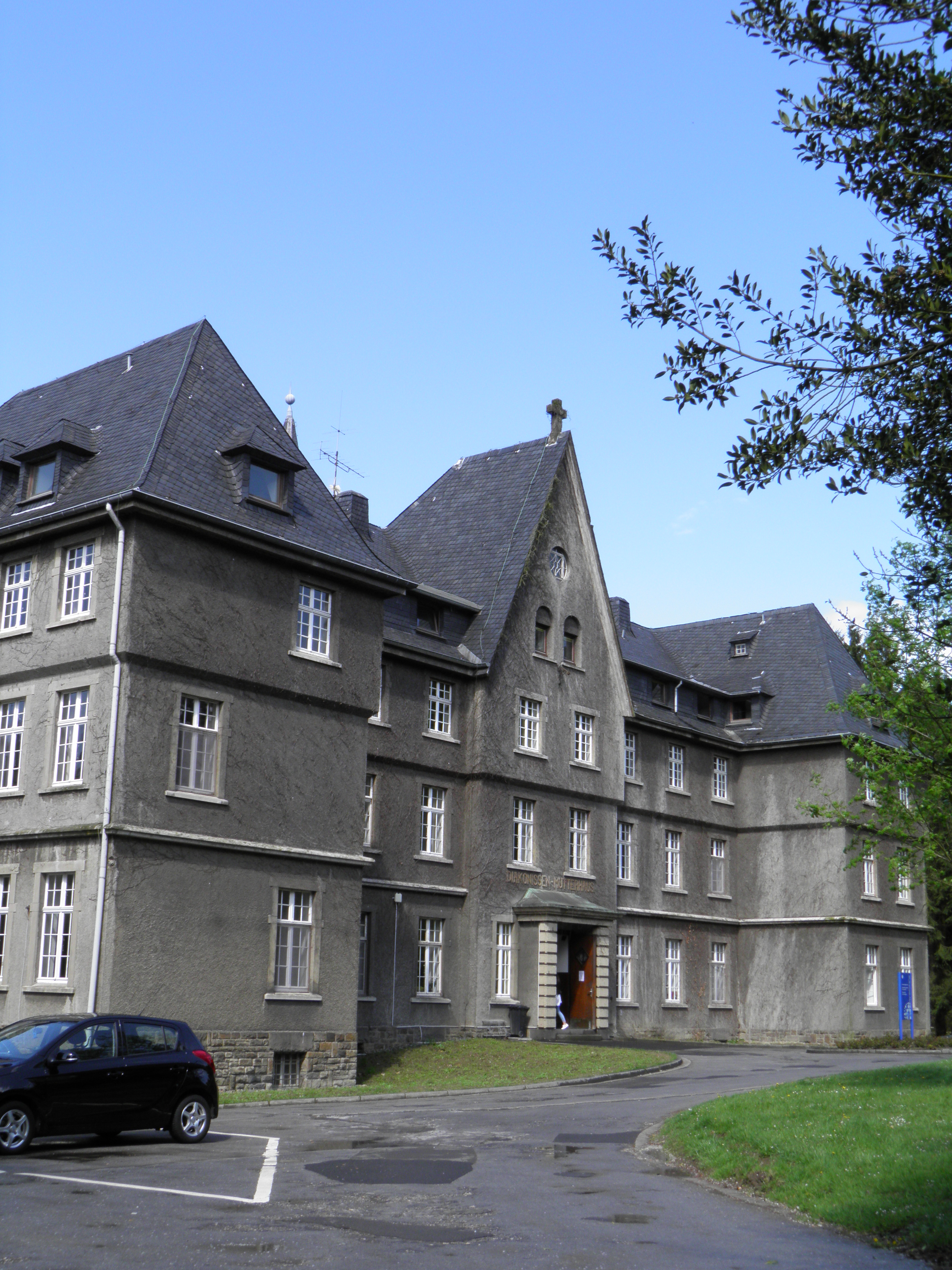
Diakonissen-Mutterhaus der Evangelischen Stiftung Tannenhof in Lüttringhausen

Am 13. Oktober 1836 gründete der Pfarrer Theodor Fliedner in Kaiserswerth mit der Diakonissenanstalt Kaiserswerth das erste Diakonissenhaus der Neuzeit. Seine Frau Friederike Fliedner wurde die erste Oberin. Die neu eingerichtete Ausbildung für evangelische Pflegerinnen basierte auf den programmatischen Schriften des rheinischen Theologen Friedrich Klönne. Die neue Einrichtung bot unverheirateten Frauen eine als Kirchenamt anerkannte Krankenpflegeausbildung als Gehilfin eines männlichen Arztes oder Pastors. Im gleichen Jahr gründete Adalbert von der Recke-Volmerstein das Diakonissenstift in Düsselthal. 
Es folgten Gründungen in vielen anderen Städten:
- 1837 gründete Johannes Evangelista Goßner das Elisabeth-Krankenhaus Berlin.
- 1844 wurde in Dresden eine Diakonissenanstalt gegründet.
- 1854 wurde die Diakonissenanstalt Stuttgart gegründet; im selben Jahr wurde auch die Diakonissenanstalt Neuendettelsau gegründet.
- 1855 die Augsburger Diakonissenanstalt
- 1857 die Diakonissenanstalt Halle
- 1863 wurde von der Diakonissenanstalt Dresden aus durch Übernahme einer Krankenanstalt in Niederlößnitz (heute Radebeul) eine Tochteranstalt gegründet.
- 1860 in Hamburg
- 1867 in Bremen[4]
- 1869 in Stettin
- 1877 in Gallneukirchen
- 1886 wurde das Diakonissenhaus Schwäbisch Hall gegründet.
- 1889 wurde in Nürnberg der Diakonissenorden Martha-Maria gegründet, der 1993 sein erstes Mutterhaus bezog.[5]
- 1896 wurde in Wetter an der Ruhr die Diakonie Bethanien gegründet, die später nach Solingen-Aufderhöhe verlegt wurde.
- 1899 in Detmold

Mit dem Deutsch-Dänischen Krieg kamen Diakonissen auch nach Schleswig-Holstein. Gleichzeitig gründeten die Malteser in Flensburg ihr erstes Krankenhaus. Um dem katholischen Einfluss entgegenzuwirken, folgte 1874 die Gründung der Diakonissenanstalt in Flensburg, welche das 1804 gegründete Gotthard-und-Anna-Hansen-Hospital übernahm.
Im Jahr 1905 zogen aus der Diakonissenanstalt Hamburg nach einem Konflikt um die Ausrichtung der Arbeit die Oberin Helene Hartmeyer und sieben weitere Schwestern nach Rotenburg (Wümme) um.
Die nach dem Fliednerschen Vorbild gegründeten Anstalten gründeten 1861 die Kaiserswerther Generalkonferenz und 1916 den Kaiserswerther Verband. Im Laufe des 19. Jahrhunderts erfolgten weltweit Diakonissenhausgründungen bis hin nach Amerika, Asien und Afrika. 1899 entstand der Deutsche Gemeinschafts-Diakonieverband. Daneben gibt es auch noch andere Dachverbände wie den von Eva von Tiele-Winckler gegründeten Friedenshort.